# Кыйв, Кюлло
Кюлло Кыйв (эст. Küllo Kõiv; 14 июля 1972, Vana-Võidu, Вильяндимаа — 29 июня 1998, Вильянди) — эстонский борец вольного стиля, участник двух Олимпийских игр.

## Биография
В июле 1992 года на Олимпиаде в Барселоне в первом раунде проиграл немцу Георгу Швабенланду, во втором раунде уступил Го Ён Хо из Южной Кореи и выбыл из турнира. В июле 1996 года в американской Атланте на Олимпийских играх в 1/16 финала на туше одолел Феликса Дьедиу из Сенегала, в 1/8 финала уступил Зазе Зозирову из Украины, в утешительном раунде сначала одолел азербайджанца Эльшада Аллахвердиева, затем сирийца Ахмада Аль-Оста, в следующем утешительном поединке уступил Йосвани Санчес из Кубы, а в схватке за 7 место победил того же Ахмада Аль-Оста. Погиб 29 июня 1998 года в автокатастрофе в Вильянди. С 1999 года в Вильянди проводятся памятные соревнования по вольной борьбе. Похоронен на Вильяндиском лесном кладбище.

## Спортивные результаты
- Чемпионат Европы по борьбе 1992 — 4;
- Олимпийские игры 1992 — 11;
- Чемпионат Европы по борьбе среди молодёжи 1992 — ;
- Чемпионат Европы по борьбе 1994 — 11;
- Чемпионат мира по борьбе 1994 — 11;
- Чемпионат Европы по борьбе 1995 — 6;
- Чемпионат мира по борьбе 1995 — 11;
- Чемпионат Европы по борьбе 1996 — 4;
- Олимпийские игры 1996 — 7;
- Чемпионат Европы по борьбе 1997 — 4;
- Чемпионат мира по борьбе 1997 — 8;
- Чемпионат Европы по борьбе 1998 — 10;